# Весна Стојановић
Весна Стојановић (рођена 24. јануара 1973) је бивша српска фудбалерка, која је играла на позицији нападачице. Играла је у Србији и Грчкој. Са Машинцем из Ниша и AE Aegina, наступала је на УЕФА Лига шампиона за жене.
Четрнаест година била је репрезентативка Србије.